# 5186 Доналу
5186 Доналу  (5186 Donalu) — астероїд головного поясу, відкритий 22 вересня 1990 року.
Тіссеранів параметр щодо Юпітера — 3,373.